# Paul Poensgen
Paul Poensgen (* 2. April 1884 in Düsseldorf; † 21. Dezember 1945 im Speziallager Jamlitz) war ein deutscher Jurist und Bankier.

## Leben
Paul Poensgen stammte aus der bekannten Düsseldorfer Industriellenfamilie Poensgen ab, die ihren Ursprung als Reidemeister-Familie im Raum Schleiden/Eifel hat. Er war der Sohn des Kommerzienrates und Vorstandsmitglieds der Düsseldorfer Röhren- und Eisenwalzwerke AG, Emil Poensgen (1848–1907), und der Anna Olga Frieda Wahnschaffe (1853–1929) sowie Enkel des Düsseldorfer Industriellen Albert Poensgen. Nach seinem Abitur im Jahr 1904 in Hagen in Westfalen trat er einen einjährigen Freiwilligendienst in der Armee des Deutschen Kaiserreiches an. Anschließend studierte er Rechtswissenschaften an den Universitäten in Paris, Leipzig, Heidelberg, Berlin und Bonn. Im Jahr 1908 legte Poensgen beim Oberlandesgericht Leipzig seine Erste Juristische Staatsprüfung ab und promovierte ein Jahr später mit der Dissertation über das Thema: „Die Möglichkeit der Anwendung des § 254 BGB beim Vorliegen der Veranlassungshaftung“. Anschließend trat Poensgen aus dem Staatsdienst aus und übernahm zunächst eine Tätigkeit beim Barmer Bankverein, bevor er von 1911 bis 1914 in das Direktorium der Diskonto-Gesellschaft in Berlin berufen wurde.
Während des nun folgenden Ersten Weltkrieges diente Poensgen als Soldat im 2. Badischen Dragoner-Regiment Nr. 21, zuletzt im Rang eines Rittmeisters. Danach war er zunächst als Referent der Reichsstelle für die Ein- und Ausfuhr von Lebensmitteln und ab 1920 für die Deutsche Erdöl AG an ihrem damaligen Hauptsitz in Berlin tätig. Im Jahr 1926 gründete er in Berlin die Effektenbank „Paul Poensgen“ und hatte das Ziel, sich zwischen 1930 und 1933 als Domänenpächter ein zweites Standbein aufzubauen. Im Jahr 1934 wurde Poensgen Mitglied im Nationalsozialistischen Kraftfahrkorps (NSKK). Der NSDAP trat er nie bei. Mit Beginn des Zweiten Weltkrieges wurde er in das nachrichtendienstliche Amt Ausland/Abwehr im Oberkommando der Wehrmacht (OKW) einberufen und dem Leiter der Auslandsbriefprüfstelle (ABP-3), Ulrich von Sell zugeteilt. Beide verband ihre Gesinnung als bekennende Monarchisten, zumal von Sell selbst noch immer in engem Kontakt zur Familie des abgedankten Kaisers Wilhelm II. in Haus Doorn stand und das Hohenzollernvermögen in Deutschland verwaltete. Nachdem von Sell im Jahr 1942 wegen des Verdachts, „jüdisch versippte“ Mitarbeiter beschäftigt und „ungerechtfertigt“ Beschäftigte als unabkömmlich vom Kriegsdienst zurückgestellt zu haben, entlassen und zwei Jahre später dann als Unterstützer des Attentats vom 20. Juli 1944 auch verhaftet wurde, beriet Poensgen die Familie von Sell in juristischen und testamentarischen Angelegenheiten. 
Nach der Schlacht um Berlin wurde Poensgen am 3. Mai 1945 von einem Kommando der SMERSCH, dem militärischen Nachrichtendienst der Sowjetunion, verhaftet. Als er sich daraufhin gegen den Vorwurf nationalsozialistischer Betätigung eine entlastende Bescheinigung seines ehemaligen Vorgesetzten und bei Kriegsende aus der Haft der Nationalsozialisten entlassenen Ulrich von Sell ausstellen lassen wollte, wurde dieser ebenfalls von der SMERSCH in Haft genommen. Nach Zwischenstationen in den Haftanstalten von Lichterfelde, Beelitz und Werder wurde Poensgen, jetzt zusammen mit von Sell, in das Speziallager Nr. 6 Frankfurt/Oder eingewiesen, welches im September 1945 nach Jamlitz verlegt wurde. Dort starb Paul Poensgen am 21. Dezember 1945, fünf Wochen nach dem Tod von Ulrich von Sell.
Paul Poensgen war mit Antonie Dorothea Berninghaus (* 1898) verheiratet; mit ihr hatte er die Töchter Anita (* 1922) und Renate (* 1938).